# 毛若虚
毛若虚（690年代—760年），唐朝官员，绛州太平县（今山西省襄汾县西）人。
毛若虚开始担任蜀川县尉，唐玄宗天宝末年担任武功县丞，已经六十余岁了。唐肃宗回到京师，擢升他为监察御史，他发现国家财用不足，多次请求搜刮财货的对策。巧立名目，日月有所进献，渐渐被赏识任用。乾元二年（759年），凤翔府七坊押官抢劫，县尉谢夷甫打死押官，宦官李辅国想要偏袒押官，惩治谢夷甫。毛若虚按李辅国的意思审判，和御史中丞崔伯阳激争，入告唐肃宗。于是肃宗贬薛伯阳等岭外，株连宰相李岘，被罢相，擢升毛若虚为御史中丞。于是毛若虚威震朝列，公卿惧怕。上元元年（760年），毛若虚获罪贬为宾化尉，不久去世。